# The Man Who Reclaimed His Head
The Man Who Reclaimed His Head è un film del 1934 diretto da Edward Ludwig.
Il soggetto e la sceneggiatura sono firmati da Jean Bart, pseudonimo di Marie Antoinette de Sarlabous (1879-1955), che è l'autrice del testo teatrale di cui il film è la versione cinematografica.
Fu l'addio alle scene per Bessie Barriscale, una popolare attrice del cinema muto che qui appare in un piccolo ruolo di cameriera.

## Trama
Un giovane giornalista convinto pacifista viene assunto presso un giornale per scrivere articoli contro la guerra. Quando scopre che il suo direttore è coinvolto con una fabbrica di armi per guadagnare dal conflitto in corso, diventa pazzo.

## Produzione
Il film fu prodotto dall'Universal Pictures

## Distribuzione
Distribuito dall'Universal Pictures, il film uscì nelle sale cinematografiche statunitensi il 24 dicembre 1934. Ebbe una distribuzione europea: in Portogallo uscì il 15 gennaio 1936 con il titolo O Homem que Reclamou a Cabeça. Negli Stati Uniti, nel luglio 1948 ne fu curata una riedizione.